# Athripsodes scramasax
Athripsodes scramasax är en nattsländeart som först beskrevs av Barnard 1934.  Athripsodes scramasax ingår i släktet Athripsodes och familjen långhornssländor. Inga underarter finns listade i Catalogue of Life.